# リチャード・ポートマン
リチャード・ポートマン（Richard Portman, 1934年4月2日 - 2017年1月28日）は、アメリカ合衆国のレコーディング・エンジニアである。1963年から2004年のあいだに160作品以上にクレジットされた。アカデミー録音賞には11回ノミネートされ、1回受賞した。

## 受賞とノミネート
| 賞           | 年   | 部門   | 作品名                       | 結果       |
| ------------ | ---- | ------ | ---------------------------- | ---------- |
| アカデミー賞 | 1971 | 録音賞 | コッチおじさん               | ノミネート |
| アカデミー賞 | 1972 | 録音賞 | ゴッドファーザー             | ノミネート |
| アカデミー賞 | 1972 | 録音賞 | 候補者ビル・マッケイ         | ノミネート |
| アカデミー賞 | 1973 | 録音賞 | ペーパー・ムーン             | ノミネート |
| アカデミー賞 | 1973 | 録音賞 | イルカの日                   | ノミネート |
| アカデミー賞 | 1974 | 録音賞 | ヤング・フランケンシュタイン | ノミネート |
| アカデミー賞 | 1975 | 録音賞 | ファニー・レディ             | ノミネート |
| アカデミー賞 | 1978 | 録音賞 | ディア・ハンター             | 受賞       |
| アカデミー賞 | 1980 | 録音賞 | 歌え!ロレッタ愛のために      | ノミネート |
| アカデミー賞 | 1981 | 録音賞 | 黄昏                         | ノミネート |
| アカデミー賞 | 1984 | 録音賞 | ザ・リバー                   | ノミネート |